# مرمت آبراه

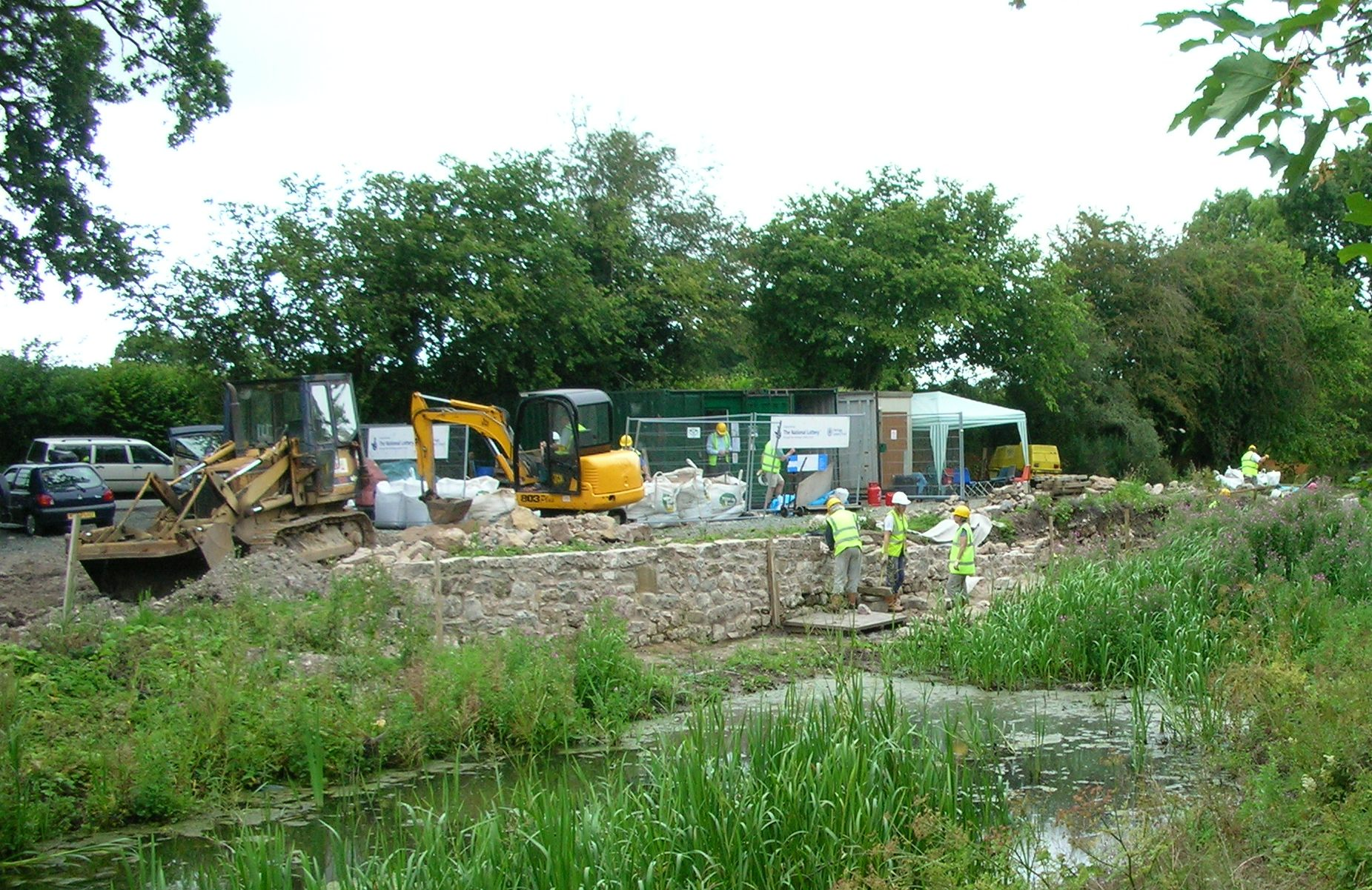
بخشی از کانال مونتگومری در حال بازسازی است

مرمت آبراه فعالیتی است که برای بازسازی یک آبراهه یا رودخانه انجام می‌شود، از جمله ویژگی‌های خاص آن مانند ساختمان‌های انبار، سدها، بالابرهای قایق و قایق‌ها. این برنامه بر ایجاد و احیای زیستگاه‌ها برای تنوع زیستی، عملکرد اکولوژیکی و بهبود کیفیت زندگی تمرکز دارد.
در بریتانیا، کانادا و ایالات متحده، تمرکز مرمت آبراه‌ها بر بهبود قابلیت کشتیرانی است، در حالی که در استرالیا این اصطلاح ممکن است شامل بهبود کیفیت آب نیز باشد. هدف اصلی از احیای آبراه‌ها، بهبود روند از دست رفتن تنوع زیستی و ایجاد یک اکوسیستم خودکفا است. اطلاعات مربوط به بازسازی آبراه‌ها در کشورهای در حال توسعه محدود است.

## مرمت آبراه شهری
احیای آبراه‌های شهری بر احیای آبراه‌ها در محله‌ها و جوامع تمرکز دارد. هر پروژه مرمت اهداف متفاوتی دارد. مثال‌ها شامل کنترل سیل، کیفیت آب یا احیای زیستگاه است - محدود به این سه مورد نیست. احیای آبراه‌ها در مناطق شهری، مکان‌های شهری پایدار ایجاد می‌کند.
احیای آبراه‌های شهری در عدالت زیست‌محیطی نقش دارد. آب شهری که نیاز به بازسازی دارد، به دلیل توسعه صنعتی سواحل که باعث آلودگی می‌شود، معمولاً در جوامع کم‌درآمد یافت می‌شود. از دیگر خطرات می‌توان به افزایش ناگهانی دما و بالا آمدن سطح آب دریاها اشاره کرد.
تالاب‌های ساخته‌شده می‌توانند برای احیای آبراه‌های شهری تخریب‌شده مورد استفاده قرار گیرند. میزان بارندگی در طول فصول مختلف، میزان جریان آبی که آبراه‌ها دریافت می‌کنند را تغییر می‌دهد. تغییرات هیدرولوژیکی بر میزان مواد مغذی دریافتی آب تأثیر می‌گذارد.

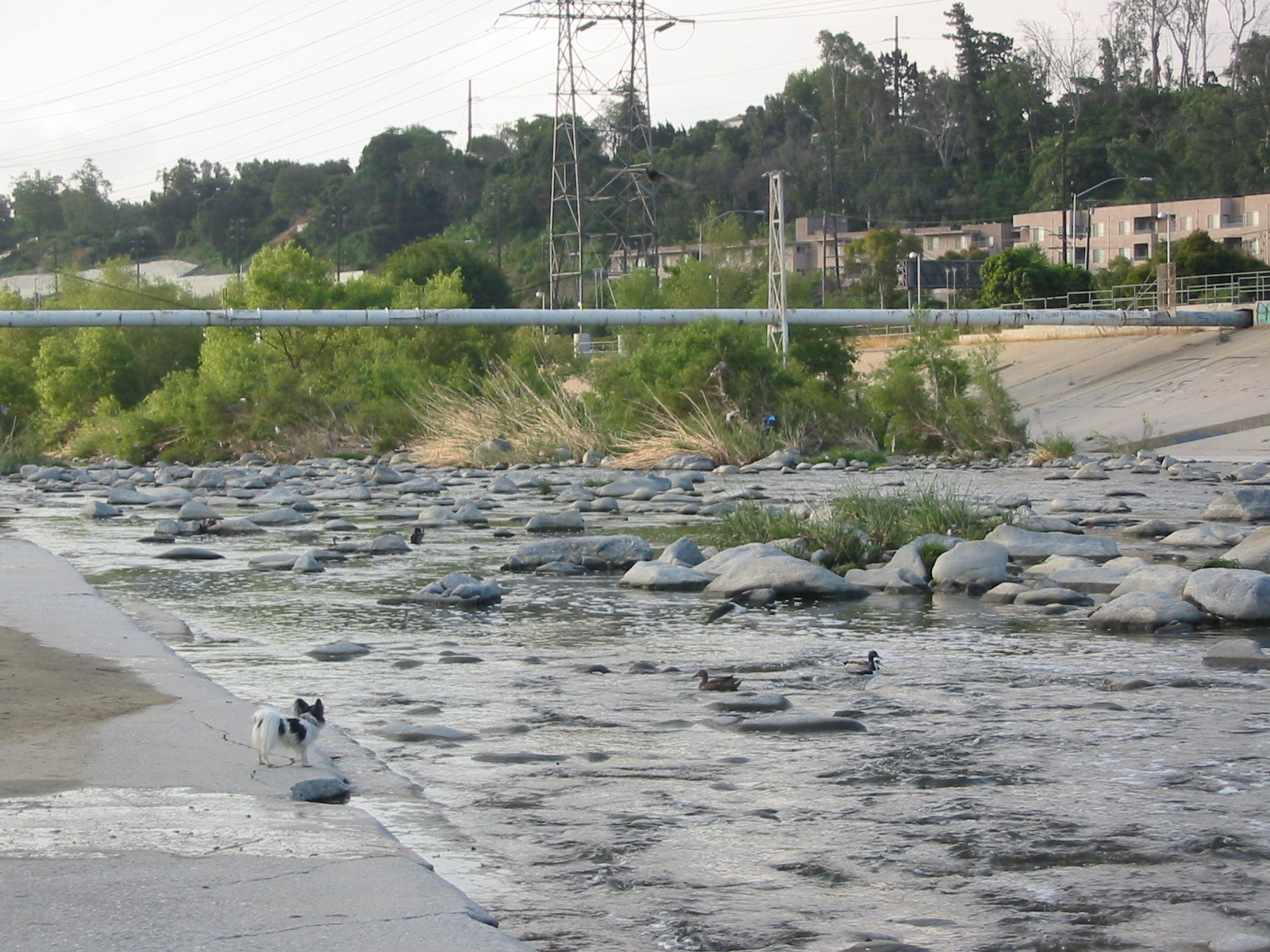
در بالا بخش کوچکی از رودخانه لس‌آنجلس را می‌بینید. رودخانه لس‌آنجلس در حال انجام پروژه‌های متعددی برای بهبود تنوع زیستی و کاربردهای تفریحی به عنوان بخشی از پروژه احیای رودخانه لس‌آنجلس است.

### احیای رودخانه شهری
رودخانه‌های شهری حاوی تنوع زیستی هستند، سیل را کنترل می‌کنند و از جوامع حمایت می‌کنند. احیای این مناطق اغلب شامل بازسازی دشت‌های سیلابی طبیعی در منطقه برای کاهش خطر سیل است.
رودخانه‌های سالم اکوسیستم‌هایی ایجاد می‌کنند که به‌طور مؤثر کربن را جذب می‌کنند. این اکوسیستم‌ها همچنین دمای محلی را تنظیم می‌کنند. احیای رودخانه‌ها، کیفیت آب را در مناطق شهری که معمولاً توسط رواناب‌های آلوده آلوده می‌شوند، بهبود می‌بخشد.

#### پروژه احیای رودخانه لس‌آنجلس
پروژه احیای رودخانه لس‌آنجلس با هدف احیای حدود ۱۱ مایل از رودخانه لس‌آنجلس با ایجاد مجدد یک اکوسیستم خودکفا انجام می‌شود. هدف آن احیای دشت‌های سیلابی تاریخی برای مدیریت ریسک سیل است. همچنین هدف آن ایجاد فرصت‌های تفریحی با گسترش مناطق و بهبود اکوسیستم است.

## احیای آبراه‌ها در کشورهای در حال توسعه
به دلیل شکاف اطلاعاتی و کمبود داده‌های مربوط به کیفیت آب، احیای آبراه‌ها در کشورهای در حال توسعه عقب مانده است. کمبود داده‌های مربوط به کیفیت آب، اطلاعات کافی برای شناخت میزان آلودگی آب ارائه نمی‌دهد. بدون داده‌ها، تعیین روش‌های بازیابی دشوار است.
اجرای سیاست‌های زیست‌محیطی برای کمک به احیای آبراه‌های آنها به دلیل کمبود منابع، زیرساخت‌ها و ظرفیت اقتصادی کافی نیست. اکثر پروژه‌های موفق بازسازی آبراه‌ها در کشورهای در حال توسعه رخ می‌دهند.

## بازسازی آبراه در کانادا
کانادا هدف احیای تالاب‌ها را افزایش دسترسی به آب و تنوع زیستی دنبال می‌کند. این کشور می‌خواهد اکوسیستم‌های خود را بهبود بخشیده و از آنها حمایت کند تا جوامع پایدار خود را حفظ کند. انگیزه‌های آنها همچنین ناشی از فرصت‌هایی برای استفاده‌های تفریحی است. شهروندان کانادایی در کمک به تلاش‌های مرمت و بازسازی، گام‌های بلندی برداشته‌اند.
مرمت آبراه کانال در کانادا به عنوان راهی برای حفظ و احیای کانال‌های تاریخی اجرا می‌شود. هدف از این کار، استفاده‌های تفریحی مانند قایق‌سواری و کایاک‌سواری است. همچنین برای اهداف گردشگری است.

### کانال شوبناکادی
کمیسیون کانال شوبناکادی در سال ۱۹۸۶ برای نظارت بر آینده این آبراه تشکیل شد. سدهای شماره سه و پنج بازسازی شده‌اند، سطح آب در دریاچه‌های متصل تثبیت شده و یک مرکز بازدیدکنندگان افتتاح شده است. طرح تجاری ده ساله برای سال‌های ۲۰۰۷ تا ۲۰۱۶ با هدف نجات چهار سد دیگر و بازسازی چهار سازه کنترل آب برای باز کردن مسیر برای قایق‌های کوچک از دریاچه بانوک به روستای شوبناکادیه تدوین شده است.

### کانال سولانژ
کانال سولانژ در سال ۱۹۵۸ بسته شد. امروزه برنامه‌هایی برای بازگشایی کانال به روی قایق‌های تفریحی وجود دارد. مأموریت اداره بین شهری کانال سولانژ، مدیریت توسعه گردشگری به عنوان بخشی از بازگشایی کانال است.

## بازسازی آبراه در فنلاند
فنلاند انگیزه‌ای برای احیای آبراه‌های خود دارد - تمیز نگه داشتن آب‌ها برای تنوع زیستی و مصارف تفریحی. آنها همچنین قصد دارند رودخانه‌های خود را برای محافظت در برابر سیل آماده کنند تا از آسیب‌های آینده به اکوسیستم جلوگیری شود.

### کانال‌های نظامی سووروف
کانال‌های نظامی سووروف (کانال‌های سووروف) مجموعه‌ای از چهار کانال روباز در دریاچه سایما در فنلاند هستند. جدا از کانال کوتوله، سه کانال دیگر از اوایل قرن نوزدهم تا سال ۲۰۰۳، زمانی که هیئت ملی آثار باستانی فنلاند کارهای مرمت آنها را آغاز کرد، به مدت ۲۰۰ سال تقریباً دست نخورده باقی ماندند. حالا آنها به جاذبه‌های گردشگری تبدیل شده‌اند.

### کانال‌های قیر
کانال‌های قیر در کاجانی، کانال‌ها و آب‌بندهایی بودند که برای عبور از تنداب‌های کویوکوسکی و آماکوسکی ساخته شده بودند. این قفل‌ها که اولین بار در سال ۱۸۴۶ مورد استفاده قرار گرفتند، در حمل و نقل چوب و رزین کاج به اولو بسیار حیاتی بودند. کانال‌های فرسوده در سال ۱۹۱۵ بسته شدند. سد بازسازی‌شدهٔ آماکوسکی در سال ۱۹۸۴ دوباره بازگشایی شد، اما کانال کویوکوسکی به‌طور کامل تخریب شده و اکنون این مکان میزبان یک نیروگاه برق‌آبی است. کانال بازسازی‌شده برای حمل‌ونقل استفاده نمی‌شود، اما در تابستان، نمایش قایق‌های قیراندود برای گردشگران برگزار می‌شود.

## بازسازی آبراه در بریتانیا

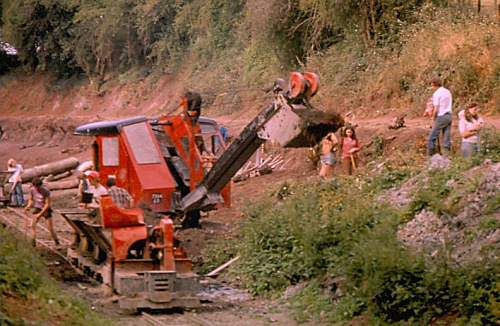
کار حفاری در سالوارپ در کانال درویتویچ در طول اردوی تابستانی گروه بازیابی آبراه در سال ۱۹۷۸.

به دلیل رقابت از سوی راه‌آهن و طراحی باریک اکثر کانال‌های بریتانیا (که مانع از حمل بارهای فله‌ای با اندازه اقتصادی می‌شد)، بخش‌های بزرگی از سیستم کانال‌های بریتانیا در اواخر قرن نوزدهم و اوایل قرن بیستم متروکه شدند. ظهور صنعت تفریحات در دهه ۱۹۵۰ به این معنی بود که از متروکه شدن کامل کانال‌های باقی‌مانده جلوگیری شد.
استفاده روزافزون از کانال‌ها برای اهداف تفریحی، برخی از مردم را به فکر احیای برخی از کانال‌های متروکه انداخت. در ابتدا، به دلیل کمبود بودجه، پیشرفت کند بود و بیشتر کارها باید به صورت دستی توسط داوطلبان انجام می‌شد.
با رشد صنعت تفریحات، مزایای اقتصادی داشتن یک کانال آشکارتر شد و برخی بودجه‌های دولتی شروع به ظهور کردند. همزمان، علاقه عمومی باعث افزایش اندازه گروه‌های مختلف داوطلب شد.
در حال حاضر، مرمت کانال در بریتانیا توسط ترکیبی از داوطلبان و متخصصانی که روی پروژه‌های متنوعی کار می‌کنند، انجام می‌شود.

### آبراه‌های در دست بازسازی در بریتانیا

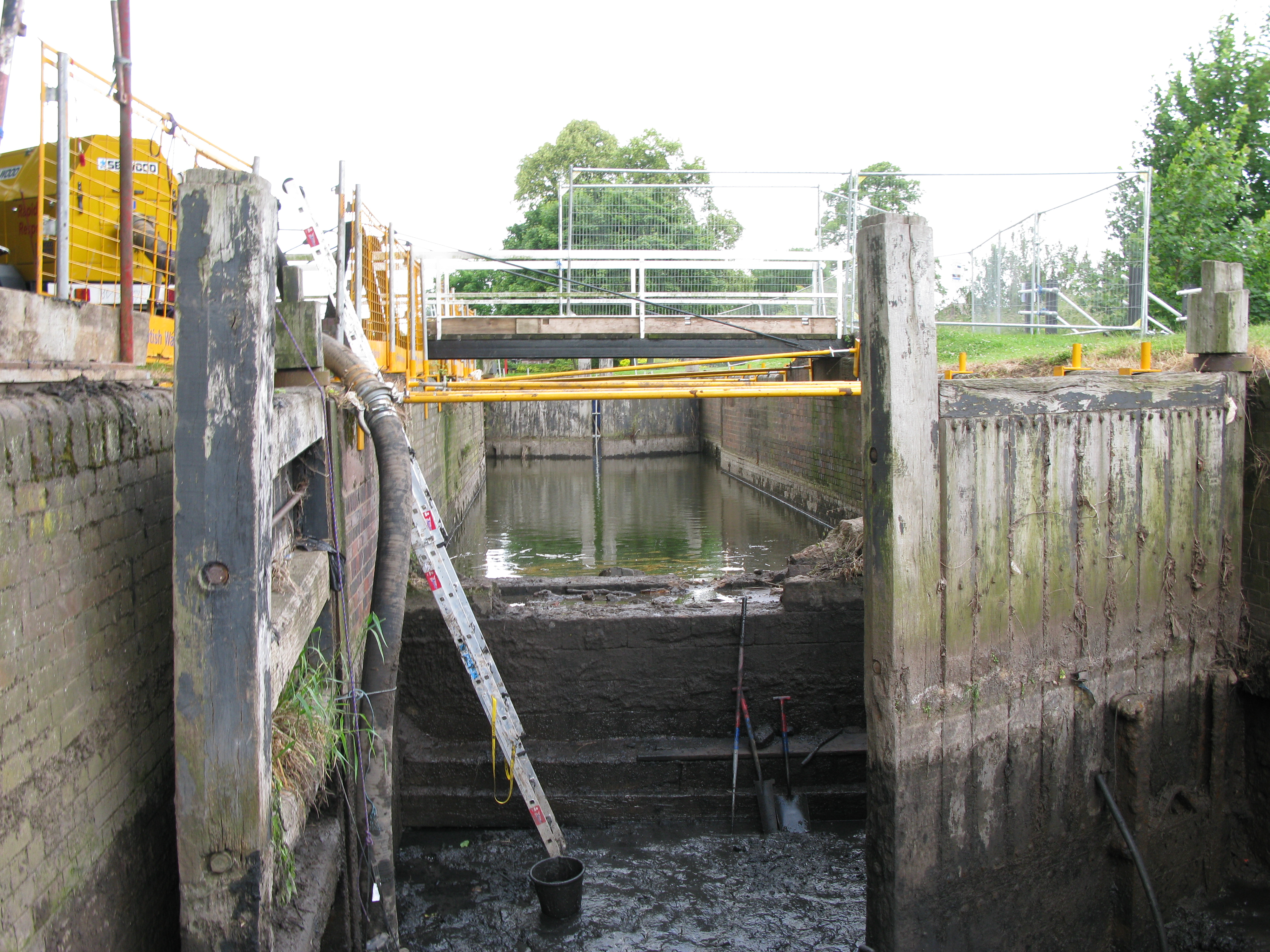
قفلی بر روی کانال درویتویچ در حال بازسازی

### گروه‌های مرمت آبراه در بریتانیا

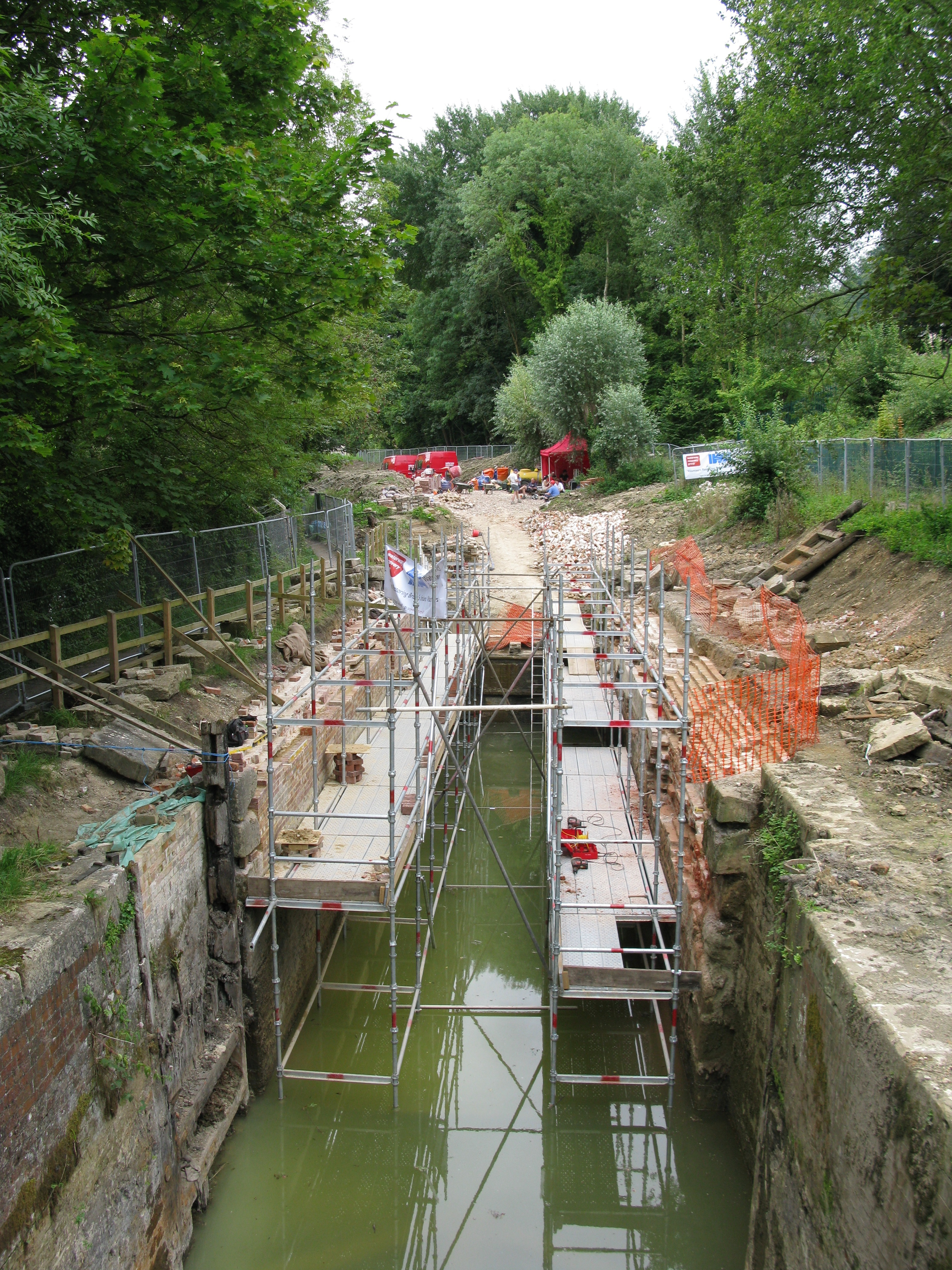
سد گاف اورچارد روی کانال تیمز و سورن توسط گروه بازیابی آبراه در حال بازسازی است.

### طرح‌های مرمت تکمیل‌شده در بریتانیا
آبراه‌ها به ترتیب زمانی بازگشایی فهرست شده‌اند. بیشتر آنها کاملاً بازگشایی شده‌اند، اما برخی (مانند کانال گرند وسترن و کانال باسینگستوک) فقط تا حدی تکمیل شده‌اند و در حال حاضر هیچ برنامه‌ای برای کار روی بقیه خط ندارند.